# Upałty
Upałty (deutsch Upalten, früher auch Werder Upalten oder Steinortscher Werder) ist eine öffentlich nicht zugängliche Insel im Mauersee (polnisch Jezioro Mamry) nahe der polnischen Stadt Węgorzewo (deutsch Angerburg). Mit einer Größe von 67 Hektar ist sie die größte Insel der Masurischen Seenplatte.
Die Ufer der Insel sind von einem Röhrichtgürtel gesäumt. Die Insel ist dicht bewaldet mit Beständen von Eichen, Linden, Ulmen, Hainbuchen, Weiden und Haselnuss. Die Insel ist Teil des Naturschutzgebietes Rezerwat przyrody Wyspy na Jeziorach Mamry i Kisajno („Naturschutzgebiet Inseln im Mauer- und Kissainsee“). Vor allem der südliche Teil dient als Brutgebiet verschiedener Singvögelarten und Seeadler.
Seit Mitte des 16. Jahrhunderts bis Mitte des 20. Jahrhunderts war die Insel in Besitz der Familie Lehndorff. Im nördlichen Teil standen einige Gebäude, darunter der Inselkrug, ein Ausflugslokal. Die Insel wurde auch landwirtschaftlich genutzt. Von den Gebäuden zeugen heute nur noch Grundmauern.
Heute finden sich dort noch zwei Gedenksteine. Einer am Westufer erinnert an August Quednau, der auf dem Mauersee gestorben ist.
Knapp 200 Meter vor ihrer Südspitze liegt die winzige Nebeninsel Mała Kępa (deutsch Pyramiden-Insel, wörtlich etwa „kleine Werder“). Der deutsche Name rührte von einer 40 Fuß hohen Pyramide, die Ernst von Lehndorff 1793 zu Ehren von Graf Henckel von Donnersmarck errichtete. Im Laufe der Jahre wurde diese Pyramide durch die Wellen abgetragen.
Bis 1945 war Upalten ein Wohnplatz von Groß Steinort (1928 bis 1945: Steinort, polnisch Sztynort). Sie war Amtsdorf im Kreis Angerburg im Regierungsbezirk Gumbinnen der preußischen Provinz Ostpreußen. Im Jahre 1867 waren vier Einwohner in Upalten gemeldet, 1885 waren es neun und 1905 noch acht. Kirchlich gehörten sie zur evangelischen Kirche Engelstein (polnisch Węgielsztyn) und katholischen Pfarrei Zum Guten Hirten in Angerburg.
Heute ist die Insel unbewohnt. Sie liegt im Gebiet der Stadt- und Landgemeinde Węgorzewo (Angerburg).

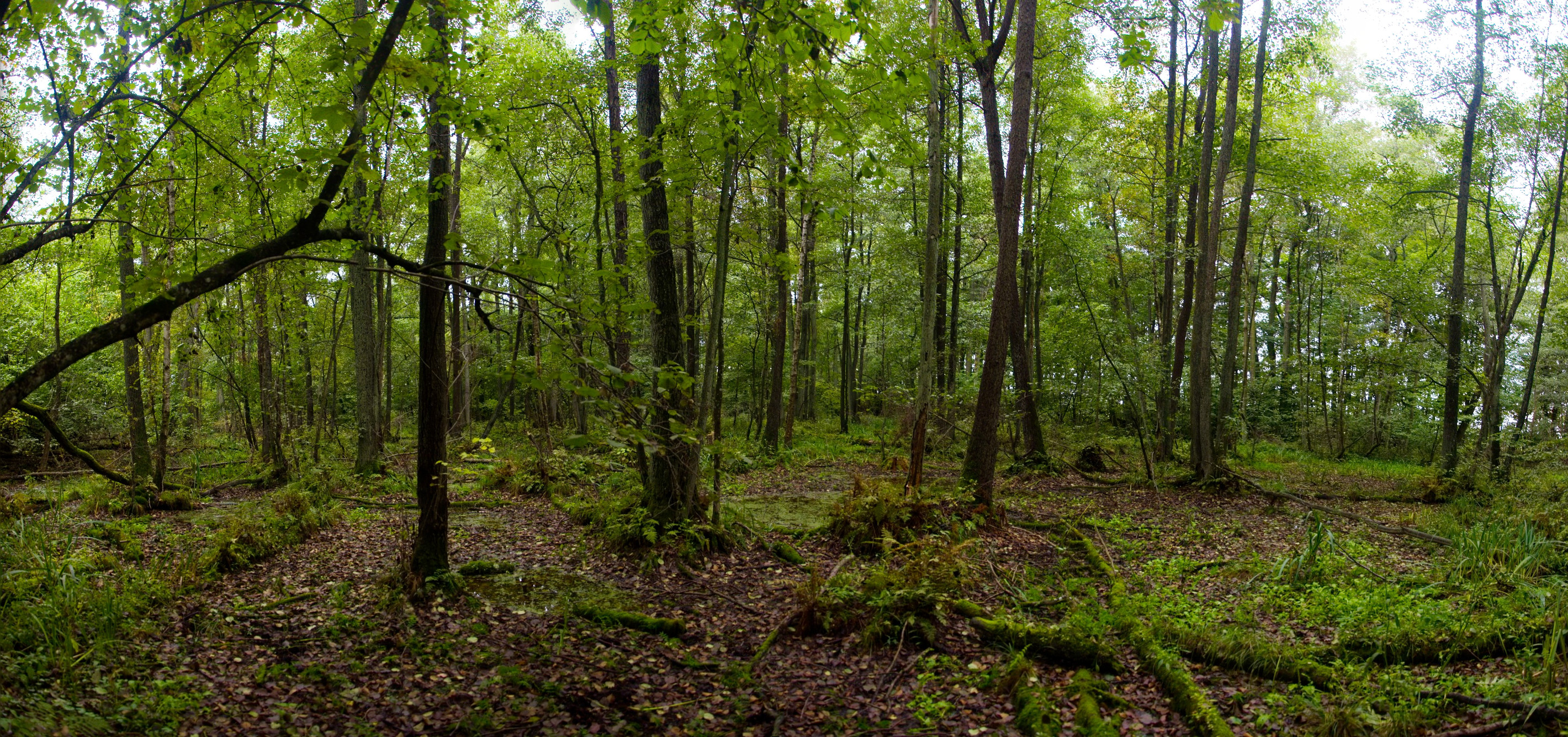
Üppige Baumvegetation auf Upalten
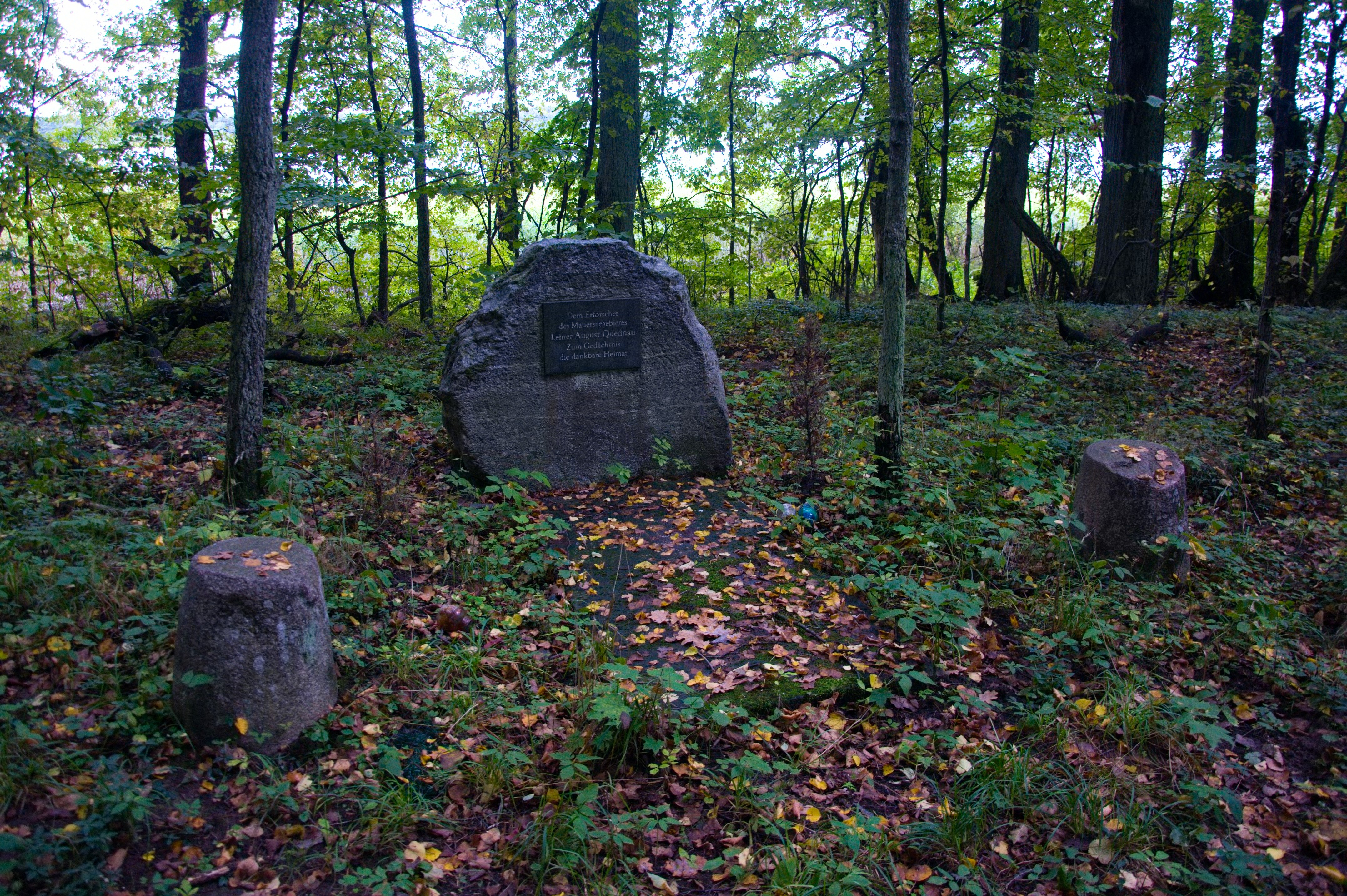
Grabstein des Lehrers August Quednau auf Upalten
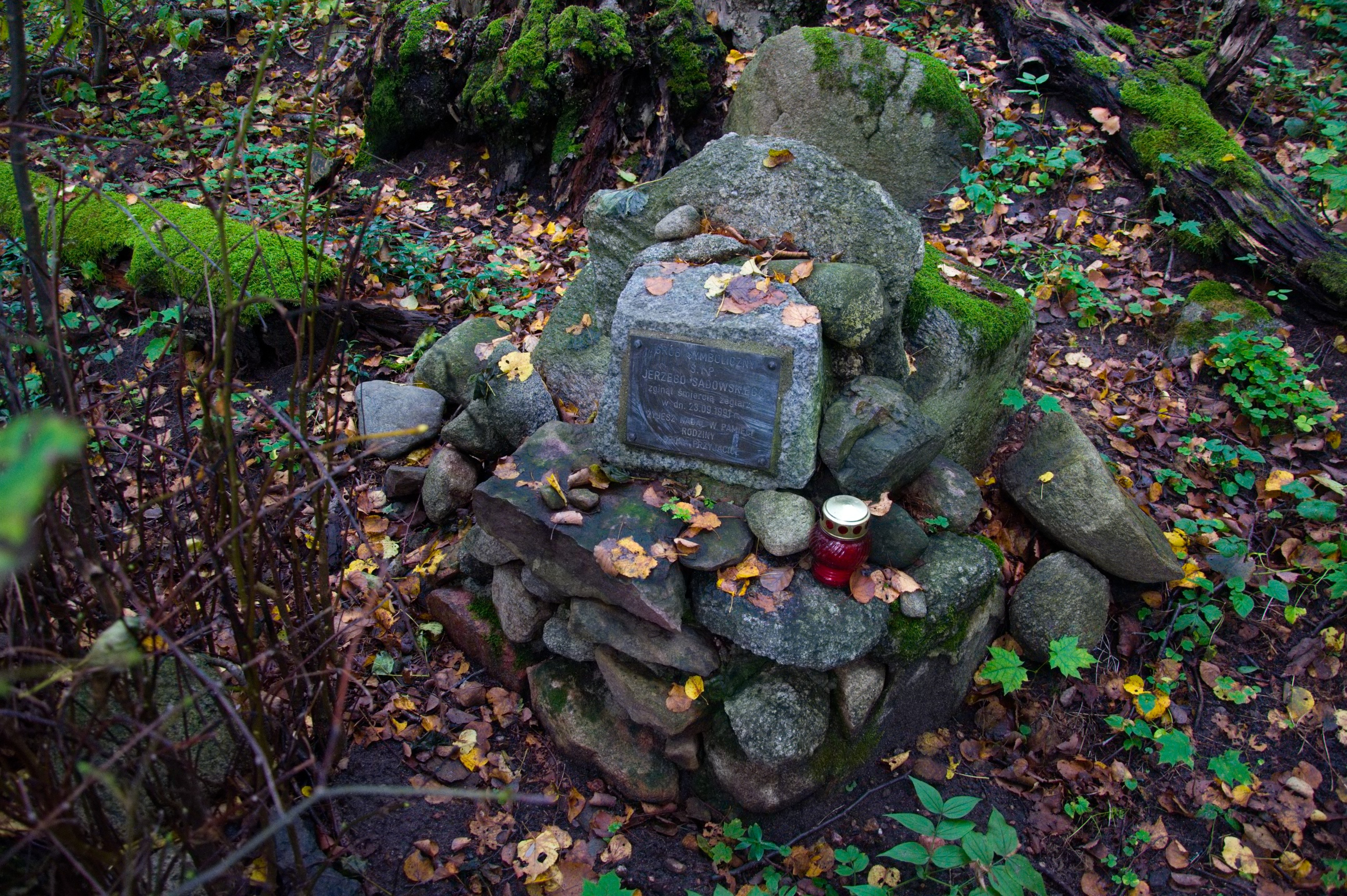
Seemannsdenkmal